# 村上愛
村上 愛（むらかみ めぐみ、1992年6月6日 - ）は、埼玉県出身の元アイドル、ダンスインストラクター。元ハロー!プロジェクト・キッズの一員で元℃-uteメンバー。元アップフロントエージェンシー（現：アップフロントプロモーション）所属。

## 略歴
- 2002年6月30日、「ハロー!プロジェクト・キッズ オーディション」に合格する。
- 2003年7月6日、ZYXメンバーに選出。
- 2005年6月11日、Berryz工房以外のハロープロジェクト・キッズのメンバーでユニット「℃-ute」を結成すると発表。
- 2006年新春開催の「Hello! Project 2006 Winter 〜ワンダフルハーツ〜」で衣裳に付けられていた番号は61だった。
- 2006年11月1日、学業に専念する為同年10月31日付で℃-ute及びハロー!プロジェクトから脱退した旨が発表された[1]。
- 2022年現在は関東を中心にダンスインストラクターとして活動している[2]。
- 2024年8月1日、同級生との入籍を発表[3]。

## 作品

### シングル
- ALL FOR ONE & ONE FOR ALL!（2004年12月1日、初回盤：EPCE-5343／通常盤：EPCE-5344） - EAN 4942463534424。

### 映像作品
- 横浜蜃気楼（2004年7月7日、通常盤：PKBP-5020） - EAN 4942463602208。
- ミュージックV特集 〜キューティービジュアル〜（2006年9月6日、通常盤：EPBE-5205） - EAN 4942463520595。
- ハロプロアワー vol.1（2006年11月22日、EPBE-5213） - EAN 4942463521394。
- ハロプロアワー vol.9（2007年3月21日、EPBE-5237） - EAN 4942463523794。

## 出演
ハロー!プロジェクト全体、ハロー!プロジェクト・キッズ全体、及び各所属ユニット全体での活動はそれぞれの項目を参照のこと。

### テレビドラマ
- 美少女日記III リトルホスピタル（2003年、テレビ東京）村田愛子 役
- ティンティンTOWN!「リリパット王国」（2003年、日本テレビ）めぐみちゃん 役
- たからもの（2005年、GyaO）武田千（中学生時代） 役

### その他のテレビ番組
- ミュージックステーション（2003年、テレビ朝日系）藤本美貴「ブギートレイン'03」のバックダンサー
- 第54回NHK紅白歌合戦（2003年、NHK）松浦亜弥「ね〜え?」のバックダンサー

### インターネット
- 第24回ハロプロビデオチャット（2005年8月26日、ハロー!プロジェクト on フレッツ）
- ハロプロアワー#1（2006年3月3日、GyaO）

### 映画
- 仔犬ダンの物語（2002年12月14日、東映）綾田瞳 役

### 舞台
- 愛華みれ主演ミュージカル「34丁目の奇跡〜Here's Love〜」（2004年11月27日 - 12月28日）スーザン・ウォーカー 役

## 参加ユニット
- ℃-ute（2005年 - 2006年）
- 企画ユニット
  - ZYX（2003年 - 2006年）
- シャッフルユニット
  - H.P.オールスターズ（2004年）
  - セクシーオトナジャン（2005年）